# Concert per a piano núm. 2 (Xostakóvitx)

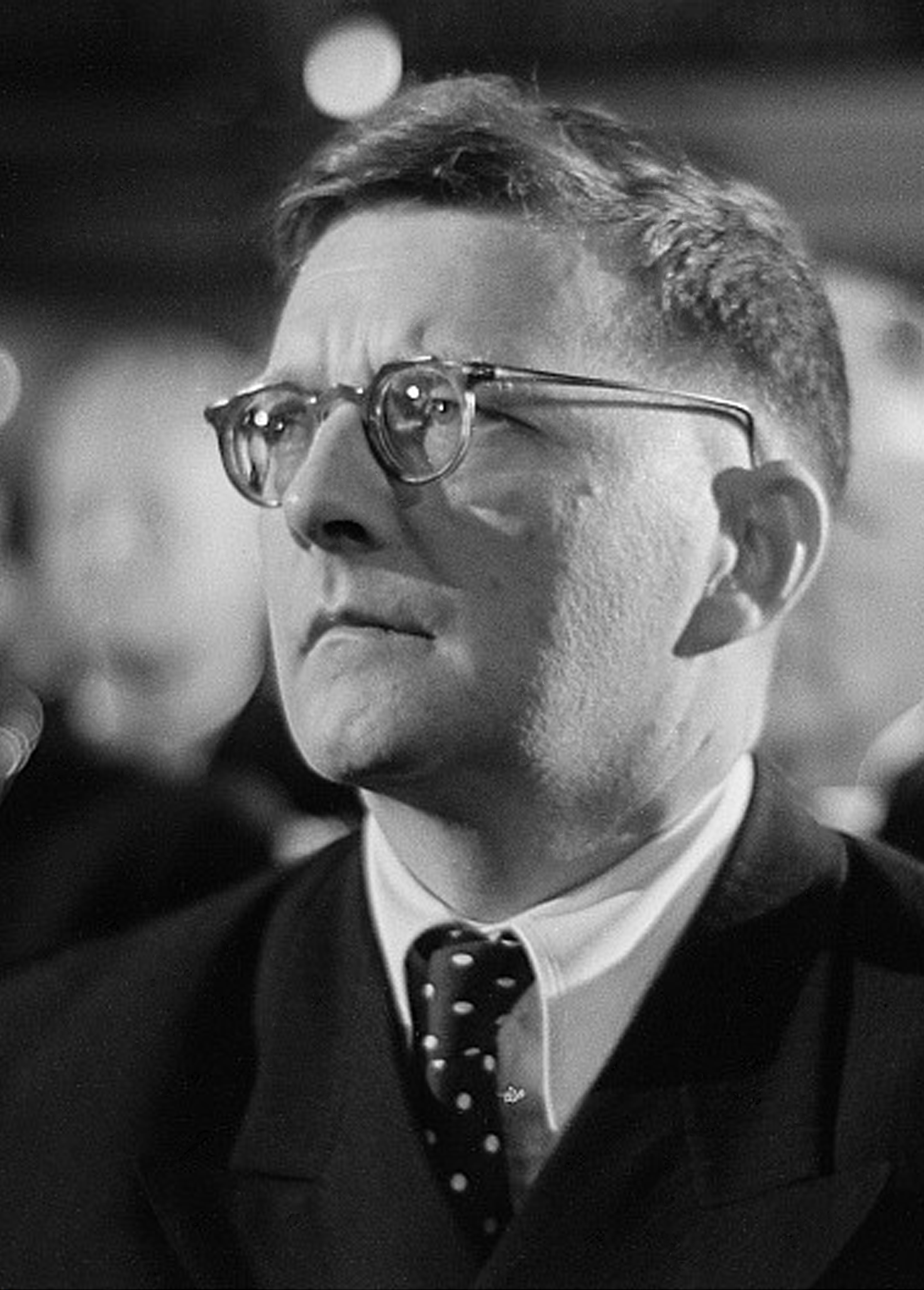
Dmitri Shostakovich in 1950

El Concert per a piano núm. 2 en fa major, op. 102, de Dmitri Xostakovitx va ser compost l'any 1957 per al 19è aniversari del seu fill Maksim. Es va interpretar per primera vegada a Moscou el 1957, coincidint amb el dinovè aniversari de Maksim, el 10 de maig, que va estrenar la peça durant el seu concert de graduació al Conservatori de Moscou. Conté molts elements semblants al Concertino per a dos pianos de Xostakóvitx: ambdues obres van ser escrites per ser accessibles per a joves pianistes. És una peça inusualment alegre, molt més que la majoria de les obres de Xostakóvitx. 

## Instrumentació
L'obra està instrumentada per a piano sol, dues flautes, flautí, dos oboès, dos clarinets, dos fagots, quatre trompes, timbals, tambor i cordes.

## Moviments
El concert dura uns 20 minuts i té tres moviments, amb el segon moviment anotat com attacca, passant així directament al tercer:

### Allegro
El tema principal del primer moviment el toca primer el fagot, després aviat l'acompanya els clarinets i els oboès. El piano respon amb el seu propi tema, tocat com a notes individuals a les dues mans amb una octava de separació. Això es converteix en un tema semblant a una marxa. A continuació, s'introdueix un nou tema en re menor, amb unísons a dues octaves de diferència al piano, que es redueixen al no-res. Aleshores, un sobtat so de l'orquestra condueix a octaves tumultuoses i de salt baix al piano inferior, mentre l'orquestra interpreta una variació de la melodia original del piano fortissimo. El piano continua en un patró de triplets per introduir el tema en re menor (ara en si major) en un augment en un tutti triomfal. En el clímax entra el piano amb un solo contrapuntístic. Després d'un minut de fugato, l'orquestra torna, tocant la melodia amb el vent fort. L'orquestra es basa en la melodia principal mentre el piano toca escales i tremolos, que condueixen a unes quantes línies d'acords i octaves del piano, amb el tema principal finalment ressorgint i posant el punt final al moviment.

### Andante
El segon moviment presenta dos temes diferents que es troben en forma de variació. Les cordes comencen suaument en do menor, amb una breu introducció abans que arribi el piano amb un tema de triplet en do major. Encara que es manté lent durant tot el temps i funciona dins d'un interval relativament petit, està marcat per la recurrència de ritmes de dos o quatre contra tres.

### Allegro
El final és una dansa en compàs binari, fent molt ús de l'escala pentatònica i els modes. Aviat s'introdueix el segon tema, en temps 7/8, amb el piano acompanyat de cordes en pizzicato semblants a la balalaica. Això continua durant poc temps abans que arribi un nou motiu en el mode d'exercici "Hanon", amb escales en sextes i tirades de semicorxera, aquesta és la broma de la graduació de Maksim. Aquests tres temes es desenvolupen i s'entrellacen abans d'una declaració final del tema en 7/8 i finalment una coda virtuosa en fa major.

## Recepció
En una carta a Edison Deníssov a mitjans de febrer de 1957, amb prou feines una setmana després d'haver-hi acabat de treballar, el mateix compositor va escriure que l'obra "no tenia cap mèrit artístic redemptor". S'ha suggerit que Xostakóvitx volia avançar-se a les crítiques desestimant l'obra ell mateix (que ha estat víctima de la censura oficial nombroses vegades), i que el comentari en realitat volia ser irònic. L'abril de 1957, ell i el seu fill van interpretar un arranjament de dos pianos de l'obra per al Ministeri de Cultura, i després es va estrenar per al públic al Conservatori de Moscou.
És una de les peces més populars de Xostakóvitx. El 2017, el concert va ser votat 19è al Saló de la Fama de Classic FM.

## Enregistraments
El compositor va interpretar ell mateix en diverses ocasions el concert i el va gravar juntament amb el seu primer concert. A la tercera gravació, es pot sentir que alguns dels passatges interpretats per Xostakóvitx no estaven tan nets i era un signe de la seva mà deteriorada. En els seus enregistraments del segon moviment, Xostakóvitx presenta lleugeres variacions en alguns passatges que no estan escrits a la partitura. Alguns exemples inclouen un acord repetit que Xostakóvitx toca des del compàs 33 que és del primer temps del compàs 34 s'escriu com a empat a la partitura.
El mateix fill de Maksim, Dmitri Maksimovich Xostakóvitx, també va gravar la peça, amb el seu pare dirigint I Musici de Montreal. Dmitri el petit s'acosta als tempi i al fraseig del seu avi.
Altres enregistraments inclouen els de Leonard Bernstein com a solista i director de Columbia Records, Marc-André Hamelin per a Hyperion Records i Dmitri Alexeev amb Jerzy Maksymiuk dirigint l'⁣Orquestra de Cambra Anglesa. Hi ha hagut una gravació d'aquest concert per l'⁣Orquestra Mariinsky amb el solista, Denis Matsuev i Valeri Guérgiev com a director.
A Fantasia 2000, Yefim Bronfman interpreta el primer moviment del concert (Allegro) com a narrador de "The Steadfast Tin Soldier" de Hans Christian Andersen. Bronfman també ha gravat els dos concerts amb l'orquestra Filharmònica de Los Angeles dirigida per Esa-Pekka Salonen.

## Ballet
El concert s'utilitza en dos ballets diferents. El Concert de Kenneth MacMillan es va estrenar el 30 de novembre de 1966 a la Deutsche Oper de Berlín, i després es va convertir en un repertori del Royal Ballet. Alexei Ratmansky va crear Concerto DSCH per al New York City Ballet, i es va estrenar el 2008.